# Wilhelm Wagner (Politiker, 1936)
Wilhelm Wagner (* 2. Februar 1936 in Karlsbrunn) ist eine führende Persönlichkeit im Gemeinwesen der Warndtregion im Saarland. Über Jahrzehnte und bis heute hat er als Gründer und Vorsitzender verschiedener Vereine und Organisationen zur Entwicklung seines Heimatortes beigetragen und Impulse für den Strukturwandel im Warndt gegeben.
Für seine „hervorragenden Leistungen auf gesellschaftlicher, sportlicher und politischer Ebene“ wurde ihm am 11. Juni 2007 das Bundesverdienstkreuz verliehen.

## Familie
Wilhelm Wagner wurde als viertes von sieben Kindern von Wilhelm Friedrich Wagner und Martha Wagner (geb. Bachelier) geboren. Er ist seit 1963 verheiratet mit Liesel Wagner (geb. Stähli, * 26. November 1940 in Ludweiler). Das Ehepaar hat zwei Kinder, Ulrike Lang (geb. Wagner, * 19. März 1964) und Eric (* 25. März 1968).

## Beruflicher Werdegang
Nach der Rückkehr aus zweifacher Evakuierung während des Zweiten Weltkrieges und Beendigung der Volksschule führte er bis 1959 als selbständiger Landwirt mit seiner Familie den elterlichen Landwirtschaftsbetrieb. 1961 beendete er erfolgreich sein Studium an der Höheren Landbauschule in Bad Kreuznach als graduierter Agrar-Ingenieur.
Seine Erfahrungen, die er als Geschäftsführer des Bauernverbands Saar e.V. von 1962 bis 1973 sammeln konnte, waren ihm in seiner weiteren Karriere von 1973 bis zu seiner Pensionierung 1996 als Agrar-Ingenieur bei der Obersten Naturschutzbehörde im saarländischen Ministerium für Umwelt nützlich. Im Umweltministerium war er von 1982 bis 1988 auch Personalratsvorsitzender.

## Engagement für das Gemeinwesen

### Sportverein Karlsbrunn
1965 gründete Wilhelm Wagner gemeinsam mit seinem Bruder Albrecht und weiteren Freunden den Sportverein Karlsbrunn e.V., den er zwischen 1966 und 1991 21 Jahre lang als Vorsitzender leitete und dessen Ehrenvorsitzender er heute ist. In dieser Zeit stieg die erste Mannschaft des SVK von der C-Klasse in die Landesliga Süd-West auf, in der sie auch heute spielt.
1977 war er ebenfalls Mitbegründer des Fördervereins des Sportvereines Karlsbrunn e.V. Der Förderverein ist der Ausrichter des jährlich stattfindenden Karlsbrunner Wildsaufestes, das Tausende von Besuchern aus der Region anlockt.

### Vereinsgründungen
- 1968; Spiel- und Wanderschar Karlsbrunn: Der Vorläufer des Kindergarten wurde von engagierten Eltern gegründet und geführt.
- 1969; Gründung Verein zur Förderung der Naherholung e.V. Der Verein betreibt seit 1970 den Wildpark Karlsbrunn, ein äußerst beliebtes Ausflugsziel
- 1970; Ortsgruppe der Lebensabendbewegung (heute Länger Aktiv Bleiben)
- 1989; Förderverein Karlsbrunn: Ausrichter des Karlsbrunner Brunnenfestes
- 1999; Landschaftspflegeverein Warndt e.V.:[2]
- 2002; Naturrind Warndt e.V.
- 2007; Lokale Aktionsgruppe (LAG) Warndt e.V.

Der Landschaftspflegeverein wurde gegründet, um den ursprünglichen Charakter Karlsbrunns wiederherzustellen und zu erhalten. Der Betrieb unterhält auf einer Fläche von ca. 33 ha ca. 200 Schafe und Ziegen aus Kulturrassen, die nicht im kommerziellen Interesse stehen. Naturrind Warndt hält auf einer Betriebsgröße von fast 50 ha ca. 50 Glanrinder. Beide Betriebe sind als biologische Betriebe zertifiziert.
Wilhelm Wagner spielt auch eine führende Rolle in der Vermarktung des Warndts als Touristenziel und als Region mit Zukunft, u. a. mit Aktionen wie Warndt Produkte genießen, beim Warndt Weekend oder bei den Workshops zur Meisterung der Chancen und Risiken des regionalen Strukturwandels.
Am 1. Oktober 2007 wurde in Ludweiler die Lokale Aktionsgruppe (LAG) Warndt e.V. gegründet und Wilhelm Wagner einstimmig als Vorsitzender berufen. Die LAG Warndt e.V. hat sich zum Ziel gesetzt, die Region Warndt im Rahmen des europäischen Förderschwerpunktes LEADER innerhalb des Europäischen Fonds für ländliche Entwicklung (ELER) nachhaltig wirtschaftlich, ökologisch und sozial zu stärken und somit zukunftsfähig zu gestalten. Hierfür wurde am 23. November 2007 beim zuständigen Ministerium das Regionale Entwicklungskonzept „Rendez-Vous Warndt“ eingereicht, das inhaltlich vom Ingenieurbüro ARGUSconcept aus Saarbrücken erarbeitet wurde. Aufgrund dieses Konzeptes erreichte der Warndt einen hervorragenden 2. Platz im LEADER Wettbewerb und kann somit 1,7 Mio. Euro Fördermittel bis 2010 für die Regionalentwicklung verwenden.

## Politisches Engagement
1968; Gründung der Freien Bürgerliste, Vorsitzender bis zur Auflösung.
1971; Gründung des CDU-Ortsverbands Karlsbrunn, Vorsitzender bis 1993 (heute Ehrenvorsitzender).
Bürgermeister der Gemeinde Karlsbrunn, Nov. 1968 bis Dez. 1973
Kommissarischer Bürgermeister der Einheitsgemeinde Großrosseln, Jan. 1974 bis Juli 1974
Ortsvorsteher des Ortsteiles Karlsbrunn, Juli 1974 bis Juli 1994
Mitglied im Gemeinderat der Gemeine Großrosseln und anderen kommunalen Gremien; 1968–1993
Während der Amtszeit als Ortsvorsteher gelang Karlsbrunn im Wettbewerb „Unser Dorf soll schöner werden“ zweimal der Gewinn des Landeswettbewerbs und 1987 der Gewinn der Goldplakette auf Bundesebene.